# Diego Milán
Diego Milán Jiménez (Almansa, 10 juli 1985) is een Spaans-Dominicaans wielrenner die anno 2019 rijdt voor Inteja-Imca-Ridea DCT. In het verleden reed hij voor onder meer Team Differdange-Losch, Acqua e Sapone en Caja Rural.
Milán rijdt sinds 2013 met een Dominicaanse licentie. Daarvoor reed hij namens Spanje, zijn geboorteland.
In 2001 werd hij Spaans kampioen op de weg bij de nieuwelingen.
In 2016 nam Milán deel aan de wegwedstrijd op de Olympische Spelen in Rio de Janeiro, maar reed deze niet uit.

## Belangrijkste overwinningen
2001
 Spaans kampioen op de weg, Nieuwelingen
2006
2e etappe Ronde van Madrid
2008
2e etappe Ronde van La Rioja
2e etappe GP Rota dos Móveis
2012
1e en 5e etappe Vuelta a la Independencia Nacional
2013
7e etappe Vuelta a la Independencia Nacional
6e etappe Ronde van Beauce
Dominicaans kampioen op de weg, Elite
4e en 9e etappe Ronde van Guadeloupe
2014
Dominicaans kampioen op de weg, Elite
5e etappe Ronde van Guadeloupe
2015
7e etappe Ronde van Guadeloupe
2019
5e etappe Ronde van Beauce

## Ploegen
- 2006 –  Grupo Nicolás Mateos
- 2007 –  Grupo Nicolás Mateos
- 2008 –  Acqua & Sapone-Caffè Mokambo
- 2009 –  Acqua & Sapone-Caffè Mokambo
- 2011 –  Caja Rural
- 2013 –  Team Differdange-Losch (vanaf 1-7)
- 2014 –  Team Differdange-Losch
- 2015 –  Inteja-MMR Dominican Cycling Team
- 2016 –  Inteja-MMR Dominican Cycling Team
- 2017 –  Inteja Dominican Cycling Team
- 2018 –  Inteja Dominican Cycling Team
- 2019 –  Inteja-Imca-Ridea DCT

Ayuso · Calderón · Cruz · Cueto · Guzmán · López · Menéndez · Milán · Nuñez · Nuño · Pedrero · Reyes · Sarabia · Sarmiento · Sobrino · Tejada
Aguirre · Cueto · Elorza · Guzmán · Mancebo · Marte · Milán · Núñez · Rubio · Sarabia · Torres